# Мухаджири
Мухаджири (на арабски: المهاجرون, произнасяно ал-мухаджирун – преселници, eмигранти) се наричат ранните, първоначални мюсюлмани, които последвали ислямския пророк Мохамед в неговата хиджра (преселение или изгнание) от Мека в Ятриба (бъдещата Медина) през 622 г., както и тези, последвали го в периода до завладяването на Мека от мюсюлманите на 11 януари 630 г. Мюсюлманите от Медина се наричат ансари (помагачи).